# Pornofilm
Pornofilm er en milliardindustri i porno-industrien. Der findes mange former for pornofilm, blandt andet ophidsende sexscener (hård porno) og blød porno (softcore porno). Desuden kan pornofilm også være amatørporno med almindelige mennesker, der tænder på at blive filmet, eller kan optages med professionelle pornomodeller (en gruppe af sexarbejdere).
Pornofilmen har grundet den store udbredelse haft stor betydning i forhold til valget af videoformater som VHS og Dvd.

## Historie
De første pornofilm dukkede op umiddelbart efter filmens opfindelse i 1895. To af de tidlige pionerer var Eugène Pirou og Albert Kirchner. De første danske pornofilm blev lavet i 1965-1970 med 8mm-kortfilm; der var dog også internationale biograffilm som Jeg - en kvinde og Uden en trævl. I 1973 blev I Jomfruens tegn den første pornografiske film, der havde mainstream-skuespillere med som blandt andre Otto Brandenburg, Poul Bundgaard og Karl Stegger.
I 1998 lavede Zentropa Constance, hvilket fik stor opmærksomhed, da Zentropa var det første mainstream-filmselskab i verden, der begyndte at producere hård porno. Det var blandt andre Katja K, der spillede hovedrollen.
I 1990'erne opstod den såkaldte gonzo-porno, hvor fotografen selv er en af de medvirkende og typisk filmer med et håndholdt videokamera, mens han (eller hun) på lydsporet kommenterer, hvad der foregår, og eventuelt selv deltager aktivt i løjerne. Gonzo-formen blev især udviklet af instruktørerne Ed Powers og John "Buttman" Stagliano.
I 1999 begyndte tv-stationen Kanal København at vise hård porno.
Pornoindustrien omsatte i 2013 for knap 100 milliarder amerikanske dollar på verdensplan.